# شیرینک (سرده)
شیرینک، سَمَنه (نام علمی: Valerianella) نام یک سرده از تیره آقطیان است.